# Casamento no Antigo Egito

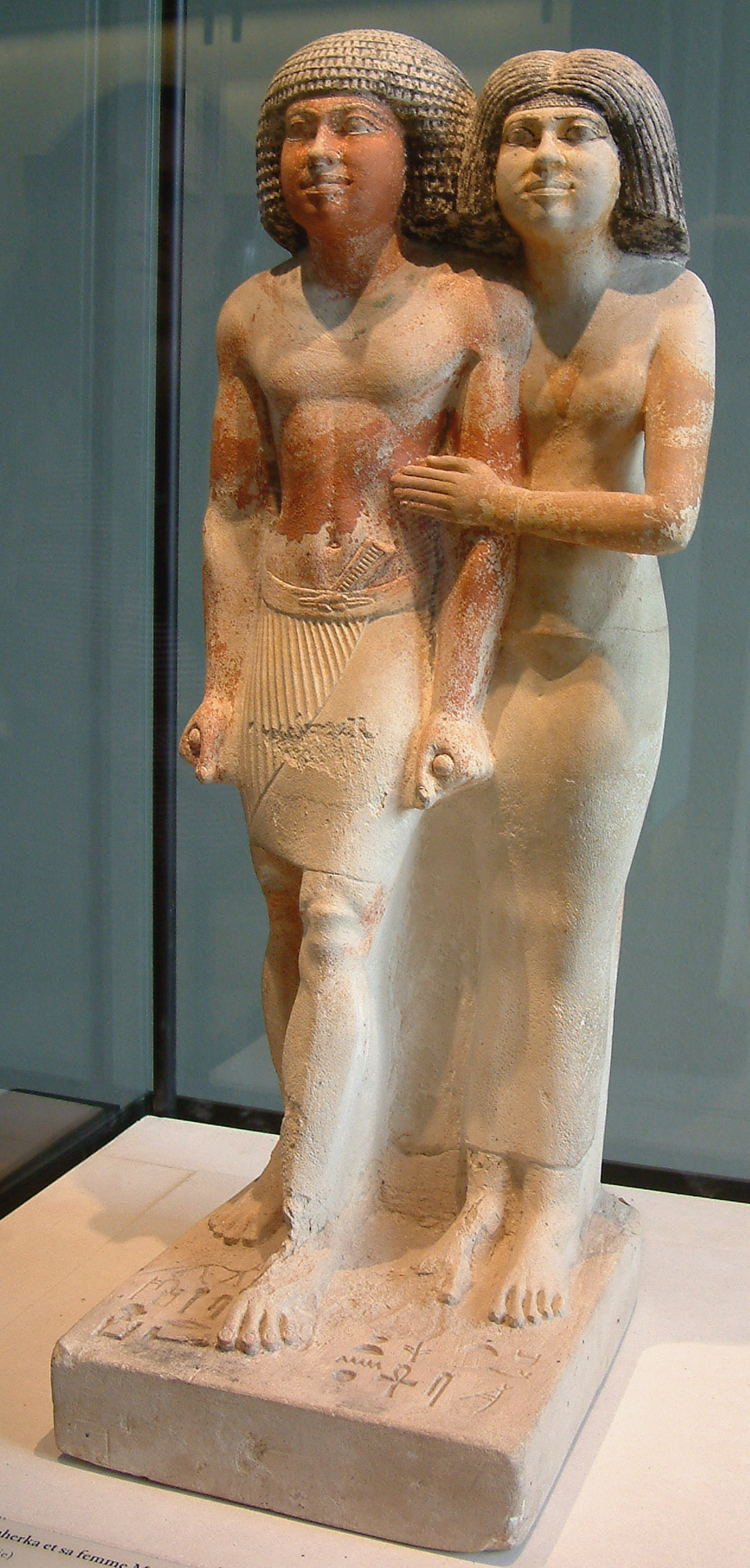
O inspector dos escribas Raherka e a sua esposa.

O casamento no Antigo Egito era um acto do foro privado, a concretização do desejo de viver em conjunto, sem qualquer tipo de enquadramento jurídico e sem necessidade de sanção religiosa.
A língua egípcia não possuía uma palavra para "casamento". Apesar disso, os textos da literatura sapiencial, como o Ensinamento de Ptah-hotep, recomendam o homem a casar e a fundar uma família assim que as suas condições materiais o permitam. Nestes mesmos textos o homem é aconselhado a amar e a procurar agradar a sua esposa. A arte egípcia fez também eco da valorização do casamento, como atestam as esculturas e as pinturas nos túmulos nas quais o homem surge acompanhado pela sua esposa, que o abraça carinhosamente.
As mulheres egípcias casavam entre os 12 e os 14 anos, enquanto que os homens o fariam por volta dos 16, 18 anos. Estas idades podem parecer demasiado precoces, mas é necessário ter em conta a baixa esperança de vida que existia no Egito nesta época.
A aprovação paterna era condição obrigatória para a realização do casamento, sendo concedida após as negociações com a família do pretendente. O noivado concretizava-se com a troca de presentes entre as famílias.
O casamento entre primos foi frequente, registando-se também um número significativo de casamentos entre tios paternos e sobrinhas e tias paternas e sobrinhos. O casamento entre irmãos existiu apenas na família real e tinha como objectivo fomentar a coesão; mesmo assim, deve ser referido que se tratava frequentemente de meios-irmãos.
Uma vez casados o casal instalava-se na sua casa, que era em princípio proporcionada pela família do homem. Esta também deveria fornecer terras e outros bens materiais necessários à vida em comum.
A autoridade máxima da casa residia a ambos os cônjuges.

## Poligamia e concubinato
O casamento entre os antigos egípcios era monogâmico, mas nos casos em que a condição económica o permitisse o homem poderia ter concubinas. Contudo, o estatuto destas era inferior à da esposa legítima. As concubinas poderiam viver na casa dos seus amantes, mas estavam sujeitas à vontade deste: se o homem deixasse de se sentir interessado por ela poderia expulsá-la. Os filhos que esta tivesse poderiam depois ser adotados pelo pai.
A poligamia foi comum entre os faraós. Para além da esposa principal (a "grande esposa real"), os faraós tinham um harém integrado por várias mulheres. Os haréns possuíam uma estrutura hierarquizada, ocupando a "grande esposa real" o topo (esta estava presente nas cerimónias oficiais junto com o faraó, sendo em princípio o seu filho primogénito que sucederia ao faraó). O harém era de certa forma um prolongamento da vida política e diplomática, já que servia para cimentar alianças, quer fosse com as forças políticas que existiam no país (casamento do faraó com filhas dos governadores das províncias, por exemplo) ou com os países vizinhos.

## Divórcio
O divórcio encontrava-se previsto em casos como o adultério ou a esterilidade. O adultério recriminado era o feminino. À semelhança do casamento não se verificava qualquer tipo de intervenção por parte da lei ou da religião.